# Krystian Szuster
Krystian Szuster (ur. 6 marca 1963 w Chorzowie) – polski piłkarz grający na pozycji pomocnika. Długoletni zawodnik chorzowskiego Ruchu.

## Życiorys
Jest wychowankiem chorzowskiego klubu i w tym zespole spędził najlepszy okres w karierze. W pierwszym zespole debiutował w sezonie 1983/84. Łącznie w barwach Ruchu rozegrał 158 spotkań, w których zdobył 36 bramek. Walnie przyczynił się do zdobycia przez Niebieskich mistrzostwa Polski w 1989 roku. W Polsce grał m.in. w Śląsku Wrocław, GKS Katowice i Sokole Tychy. Występował także w Szwecji (Halmstads BK) i Portugalii (FC Penafiel).
W reprezentacji debiutował 7 lutego 1989 roku meczu z Kostaryką. Ostatni raz zagrał kilka dni później. Łącznie w biało-czerwonych barwach rozegrał 3 spotkania.